# Master of Divinity
Nello studio accademico della teologia, il Master of Divinity (M.Div., magister divinitatis in latino) è il primo first professional degree della professione pastorale (Ministro di culto) in Nord America. È il più comune titolo accademico in seminari e scuole teologiche. In molte denominazioni Cristiane e in alcune altre religioni il grado è il prerequisito per l'ordinazione al sacerdozio o pastore o altro incarico, l'ordinazione o la licenza al ministero professionale. Nei seminari accreditati negli Stati Uniti questo titolo richiede tra 72 e 106 ore di crediti formativi di studio (72 è il minimo determinato dalle agenzie di accreditamento accademico e fino a 106 da alcune scuole che desiderano assicurare un più ampio studio di discipline correlate).
I programmi per il Master of Divinity cristiano generalmente includono studi sul ministero cristiano e di teologia. Il corso di studi di solito comprende studi in greco del nuovo Testamento, teologia, filosofia, storia della Chiesa, teologia pastorale, Bibbia ebraica (Antico Testamento), e Nuovo Testamento. Molti programmi contengono anche corsi di missioni, ecclesiologia, evangelizzazione, teologia sistematica, educazione cristiana, studi liturgici, latino, ebraico, diritto canonico, e patristica. Il titolo di studio può o meno richiedere una tesi.

## Nel XXI secolo
Il Master of Divinity ha sostituito il Bachelor of Divinity nella maggior parte dei seminari degli Stati Uniti come first professional degree, dal momento che il precedente titolo nel sistema accademico americano era alla pari con un Bachelor of Arts e altri undergraduate education di base anche se un diploma di laurea (Baccellierato) è stato e rimane un prerequisito per l'ammissione ai programmi di studi per il '"laureato in divinità" (Master of Divinity). La Commissione per l'accreditamento della Associazione delle scuole teologiche degli Stati Uniti e del Canada accredita la maggior parte delle scuole cristiane in Nord America e approva i corsi di laurea che offrono, tra cui il Master of Divinity.
Il M.Div. è un programma molto più esteso delle maggiormente frequentate lauree magistrali (a differenza di quelle basate sulla ricerca). Negli Stati Uniti il grado di solito consiste in media di 90 ore per semestre, a differenza delle solite 36 o 48. Per l'ordinazione in molte principali denominazioni Cristiane Protestanti e nella Chiesa cattolica romana sono quindi necessari sette o otto anni di istruzione oltre la scuola superiore: i primi quattro in studi universitari, portando a un Bachelor (che può o non essere in un campo correlato) e poi tre o quattro anni di seminario o divinity school education "formazione scolastica in divinità") che porta a conseguire il M.Div.
Il Master of Divinity è alternativo al Master of Arts (M.A.) in teologia e il Master in Studi Teologici (Master of Theological Studies) o (M.T.S.), i gradi accademici usuali in materia (che tendono a non includere corsi "pastorali" o "pratica religiosa"), e il Bachelor of Sacred Theology (S.T.B.), Licentiate in Sacred Theology (S.T.L.), Master of Theology (M.Th.), Master of Sacred Theology (S.T.M.), e Master of Religion (M.Rel.), che sono anche titoli accademici. Le Università pontificie in Nord America conferiscono sia il Master of Divinity che il Bachelor of Sacred Theology contemporaneamente, dopo un periodo di tre anni di studi universitari.

## Altri Paesi
Il titolo non è concesso da università tedesche direttamente, ma può anche essere acquisito in Germania presso istituti che collaborano con le università straniere.
Così, il Master of Divinity in Germania fa parte di uno studio in Arbeitsgemeinschaft Evangelikaler Missionen (Accademia per la Giornata Missionaria Mondiale) offerto in collaborazione con la Columbia International University (il campus Columbia dell'Università della Carolina del Sud).